# Alder Lake (vi xử lý)
Alder Lake là tên mã bộ xử lý Intel Core thế hệ thứ 12 của Intel dựa trên cấu trúc lai sử dụng các nhân Gracemont nhỏ và các nhân Golden Cove lớn. Intel dự kiến sẽ phát hành Alder Lake vào giữa năm 2021. Nó dự kiến sử dụng tiến trình 7 nm và socket LGA 1700. Alder Lake dự đoán sẽ hỗ trợ DDR5 và PCIe 5.0.Intel đã phát hành các vi xử lý Alder Lake vào ngày 27 tháng 10 năm 2021, phát hành vi xử lý Alder Lake cho thị truòng di động và các dòng vi xử lý non-K vào ngày 4 tháng 1 năm 2022 và Intel đã chính thức giới thiệu dòng -P và dòng -U vào ngày 23 tháng 2 năm 2022.